# Голова (Фолаут)
Голова (The Head) — третій епізод першого сезону американського серіалу «Фолаут». Епізод написали Женева Робертсон-Дворет і Грем Вагнер, режисура Джонатана Нолана. Перший показ відбувся 10 квітня 2024 року разом із рештою сезону.

## Зміст
У флешбеку Барб Говард, керівниця «Vault-Tec» і дружина Купера, заохочує його знятися в рекламі підземних сховищ її прідприємства на випадок ядерної війни.
Максимус бере собі ім'я Тайтуса, щоб приховати себе від Братства і уникнути покарання. Братство надсилає замість нього зброєносця Тадеуса, який не знає, що всередині силових обладунків перебуває Максимус.
Люсі продовжує свою подорож через затоплену територію, поки на неї не нападає амфібія-заковт, який проковтує голову Вілзіґа. Говард знаходить за допомогою CX404 Люсі, та використовує її, як приманку, щоб виманити заковта. Але йому не вдається повернути голову.
Згодом Говард полонить Люсі і вивозить її на пустир, де розповідає про свої цинічні моральні погляди. Люсі все одно вірить, що керуватися потрібно «золотим правилом моралі».
Через деякий час прибувають Максимус і Тадеус, які успішно поборюють і витягають голову зі шлунка заковта.
Тим часом у Сховищі 33 Норм Маклін, брат Люсі, виступає за страту вцілілих рейдерів, які напали на Сховища 32 і 33. Але йому відмовляють, оскільки Сховище 31, яке з'єднане з 32 і 33, залишається неушкодженим і придатним для поселення злочинців.
Наглядач за водним фільтром Сховища 33 доповідає, що той зламався і їм залишилось води на декілька місяців.

## Сприйняття та відгуки
Станом на березень 2025 року на сайті «IMDb» серія отримала 7.9 бала підтримки з можливих 10 при 12796 голосах користувачів.
Люсі Менґан писала для «Ґардіан»: «Ця бездоганно зроблена, надзвичайно дотепна постапокаліптична драма — ще одна блискуча адаптація відеоігри. Це смішно, самобутньо та напружено — дивовижний баланс».
В огляді «Substack» Лесом Чаппелем зазначалося: «Серіалу Fallout вдалося досягти успіху в двох напрямах. Це шоу, яке доводить своє розуміння канону, від зовнішньої іконографії „Волт-Бой“ і силової броні до перекрученого почуття гумору, яке проходить через усе, що ні в якому разі не повинно бути смішним. Він відповідає підвищеній реальності оригінальних ігор. Серіалу вдається прокласти свій власний шлях через пустку, одразу створюючи відчуття особистості. Часто жорстока, часто кумедна, і вихваляючись багатством в кастингу, це має потенціал вилетіти на вищий рівень ігрових адаптацій.»
У «Den of Geek» Бернардом Боо в огляді зазначено: «Телевізійна адаптація Fallout від Prime Video робить те, чого ніколи не було в іграх легендарної франшизи — ставить розповідь понад усе. Шоу справді з любов'ю відтворює ядерну Пустку у спосіб, який залишається вірним серіалу. Але історія абсолютно нова та неочікувано спонукає до роздумів. Телевізійні персонажі набагато складніші, ніж їхні аналоги у відеоіграх. Хоча, чесно кажучи, вони мають перевагу в тому, що їм не доводиться стояти неприродно нерухомо, дивлячись прямо в камеру, коли є що сказати.»
Оглядач «Slant Magazine» Нів Султан писав: «Fallout зображує чудеса й жахи каліфорнійської пустки — повністю отруєної пустелі мутованих тварин і тимчасових спільнот — із проникливою перспективою та вражаючою спритністю тону. Це абсурдистське, жахливе та еклектично смішне дослідження нестримної корпоратизації, військового індустріалізму та життя після кінця часів.»
Для вебсайту «Decider» від «Нью-Йорк пост» Шон Т. Коллінз зазначав: «Ян Флемінг якось писав, що один раз — випадковість, два — збіг, а тричі — дії ворога. Тобто це закономірність. Схема Fallout після трьох епізодів полягає в тому, що будь-яка 50-хвилинна частина містить огидне насильство, дурні жарти та монстра тижня. Заснованого на передумові, що Америка не продукт життєдіяльності, тому що її правлячий клас радше буде жити в норах у землі, ніж покращувати світ, у якому ми живемо. Звичайно, я в це повірю.»

## Музичний супровід
Музику до епізоду написав Рамін Джаваді. В епізоді звучало багато пісень, зокрема «Into Each Life Some Rain Must Fall» The Ink Spots та Елли Фіцджеральд, «Don't Fence Me In» Бінга Кросбі і сестер Ендрюс, «It's a Man» Бетті Гаттон та «I Don't Want to Set the World on Fire» «The Ink Spots».

## Знімались
| Актор            | Роль                |
| ---------------- | ------------------- |
| Елла Пернелл     | Люсі                |
| Аарон Мотен      | Максимус            |
| Мойзес Аріас     | Норм                |
| Волтон Гоггінс   | Гуль                |
| Джонні Пембертон | Тадеус              |
| Френсіс Тернер   | Барб                |
| Леслі АггамсІ    | Бетті               |
| Зак Черрі        | Вуді Томас          |
| Дейв Регістер    | Монті               |
| Аннабель О'Гаган | Стефані Гарпер      |
| Родріго Луцці    | Рег                 |
| Лір Лірі         | Дейві               |
| Шейла Гед        | Меріен              |
| Брендан Бурк     | Короткозорий офіцер |
| Тіган Мередіт    | Джейні              |
| Еш Макнейр       | Еміл                |
| Ніна Касса       | Сара                |
| Джо Касл Бейкер  | Джордж Яффе         |